# Festival de la Canción de San Remo 1957

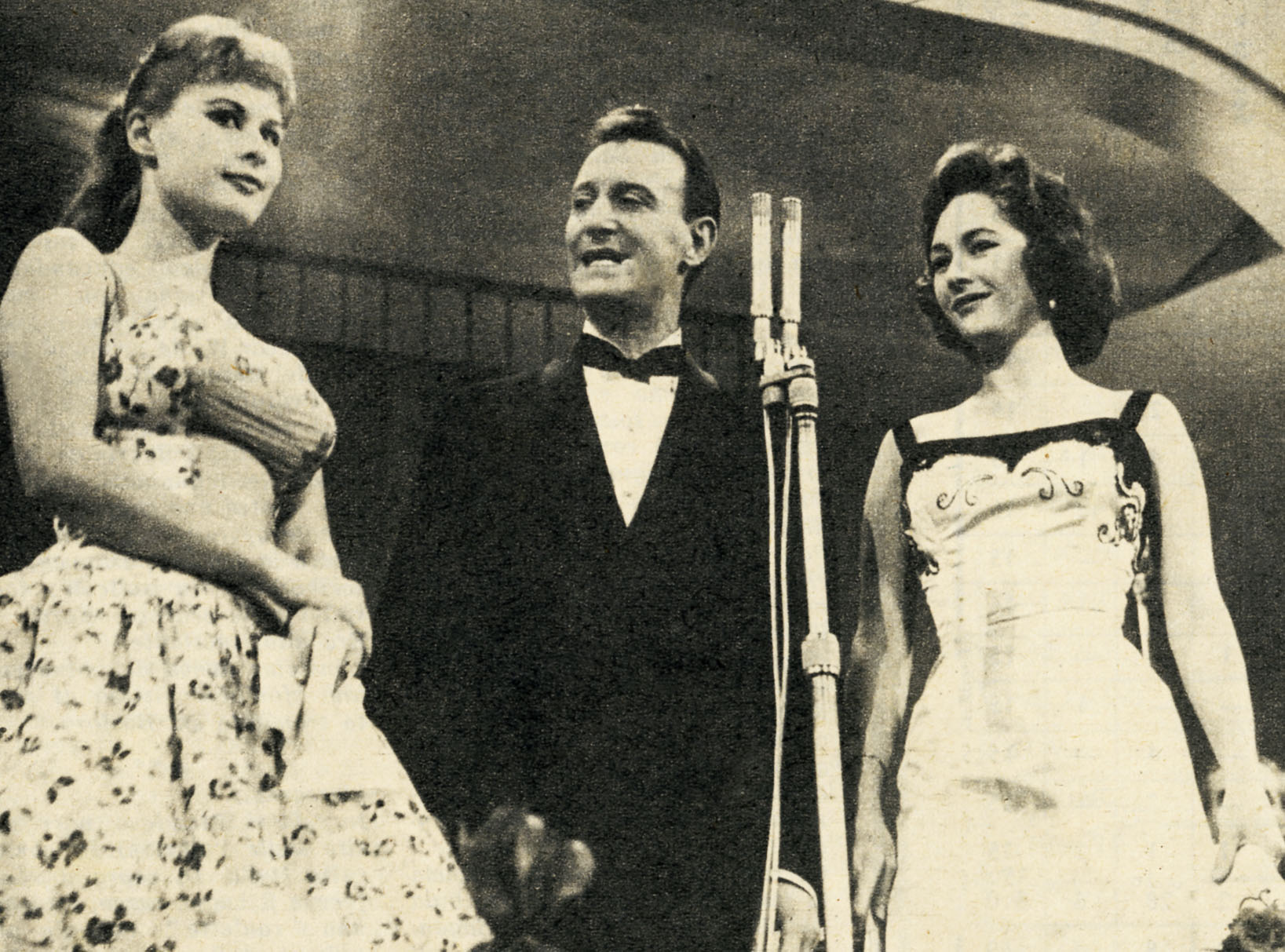
Marisa Allasio, Nunzio Filogamo y Fiorella Mari presentando el Festival. 1957.

El Séptimo Festival de la Canción de San Remo se celebró en los días del 7 de febrero al 9 de febrero de 1957 en San Remo, Italia. El Festival fue asimismo la selección nacional para elegir la canción italiana para el Festival de la Canción de Eurovisión 1957. Ganó la canción Corde della mia chitarra interpretada por Claudio Villa y Nunzio Gallo.

## Clasificación, canciones y cantantes

### Finalistas
1. Corde della mia chitarra (letra: Giuseppe Fiorelli; música: Mario Ruccione) - Claudio Villa, Nunzio Gallo - 63 votos
2. Usignolo (letra: Gino Castellani; música: Luigi Luciano Martelli y Carlo Concina) - Claudio Villa, Giorgio Consolini - 48 votos
3. Scusami (Biri, Walter Malgoni y Mario Perrone) - Gino Latilla, Tonina Torrielli - 43 votos
4. Casetta in Canadà (Mario Panzeri y Vittorio Mascheroni) - Carla Boni, Gino Latilla, Duo Fasano, Gloria Christian, Poker di Voci - 32 votos
5. Cancello tra le rose (letra: Umberto Bertini; música: Marino De Paolis) - Claudio Villa, Giorgio Consolini - 30 votos
6. Il pericolo numero uno (letra: Enzo Bonagura; música: Michele Cozzoli) - Claudio Villa, Gino Latilla, Natalino Otto, Poker di Voci - 24 votos
7. Intorno a te è sempre primavera (Mario De Angelis) - Tina Allori, Tonina Torrielli - 16 votos
8. Per una volta ancora (Umberto Bertini y Giovanni D'Anzi) - Carla Boni, Nunzio Gallo - 12 votos
9. Un filo di speranza (letra: Gian Carlo Testoni; música: Saverio Seracini) - Gino Baldi, Duo Fasano, Natalino Otto, Poker di Voci - 7 votos
10. Le trote blu (Diego Calcagno y Luigi Gelmini) - Carla Boni, Duo Fasano, Gloria Christian, Natalino Otto, Poker di Voci - 4 votos

### No finalistas
- A poco a poco (Marcella Rivi y Carlo Innocenzi) - Gino Latilla, Luciano Virgili
- Ancora ci credo (Fecchi-Campanozzi) - Tina Allori, Flo Sandon's
- Estasi (Da Vinci-Lucci) - Fiorella Bini, Flo Sandon's
- Finalmente (Giuseppe Bonavolontà y Rivi) - Gino Baldi, Luciano Virgili
- Nel giardino del mio cuore (letra: Gian Carlo Testoni; música: Gorni Kramer) - Gino Baldi, Jula de Palma
- Non ti ricordi più? (Da Vinci-Poggiali) - Gino Latilla, Nunzio Gallo
- Raggio nella nebbia (Salina-Mario Pagano) - Fiorella Bini, Duo Fasano, Jula de Palma, Poker di Voci
- Un certo sorriso (Mario Ruccione y Giuseppe Fiorelli) - Gianni Ravera, Natalino Otto
- Un sogno di cristallo (letra: Alberto Testa; música: Pino Calvi) - Carla Boni, Jula de Palma

## Reglas
Durante la primera noche se interpretaron 10 canciones y durante la segunda 9. Después de las interpretaciones el jurado votó y decidió las 5 canciones más votadas (de cada noche) que pasaban a la final. La final tuvo lugar durante la tercera noche.
El jurado estaba compuesto por 280 miembros diferentes para cada noche. De ellos 70 fueron sorteados de entre el público de la sala y 210 de entre los abonados de la RAI.
Cada canción fue presentada dos veces por diferentes artistas y en diferentes estilos.

## La cuarta noche
El 10 de febrero se celebró una cuarta noche del Festival, en la cual participaron artistas independientes, quienes no participaron en el certamen.
1. Ondamarina (letra y música: Bernazza-Lops) - Claudio Villa, Giorgio Consolini
2. Venezia mia (Peragallo) - Gianni Ravera, Duo Fasano – Luciano Virgili, Poker di Voci
3. La più bella canzone del mondo (letra: Astro Mari; música: Gino Filippini) - Gino Latilla, Nunzio Gallo
4. Chiesetta solitaria (letra: A. Bezzi; música: C. Pintaldi) - Claudio Villa, Giorgio Consolini
5. La cremagliera delle Dolomiti (Perretta-Fedri) - Duo Fasano – Gloria Christian, Poker di Voci
6. Era l'epoca del cuore (Segurini y Franco Cassano) - Tina Allori, Flo Sandon's
7. Il nostro sì (Mainardi-Lodigiani) - Gino Baldi, Tonina Torrielli
8. Sorrisi e lacrime (De Giusti-Franco Cassano) - Fiorella Bini, Jula de Palma
9. Il mio cielo (De Leitenburg y Luciano Beretta) - Carla Boni, Luciano Virgili
10. Sono un sognatore (Piero Umiliani) - Gino Latilla, Natalino Otto

## Orquesta
- Orquesta Della canzone, dirigida por el maestro Cinico Angelini,
- Orquesta Di Jazz sinfonico, dirigida por el maestro Armando Trovajoli.